# ハインリヒ1世 (アンハルト伯)
ハインリヒ1世（Heinrich I., 1170年頃 - 1252年）は、アンハルト伯（在位：1212年 - 1218年）、後にアンハルト侯（在位：1218年 - 1252年）。父はザクセン公ベルンハルト3世、母はデンマーク王クヌーズ5世の娘ブリジット。ザクセン公アルブレヒト1世の兄。

## 生涯
父が1212年に亡くなり、兄弟で領土を分割相続、アルブレヒト1世はザクセンを、ハインリヒ1世はアンハルトを相続した。1218年には侯爵に昇格した。
従者の1人にアイケ・フォン・レプゴーという人物がいたが、彼は後に慣習法を纏めてザクセンシュピーゲルという法書を書き著した。この法書は後に中世ドイツに法典と同様に扱われるようになる。また、ハインリヒ1世は詩人（ミンネゼンガー）であり、マネッセ写本では5つの歌が載せられている。但し、爵位は誤って公爵と記されている。
1252年に死去。遺領は3人の息子に分割され、ハインリヒ2世はアッシャースレーベンを、ベルンハルト1世はベルンブルクを、ジークフリート1世はツェルプストをそれぞれ継承した。以後も所領の分割相続が続いたが、19世紀にジークフリート1世の子孫であるアンハルト＝デッサウ公レオポルト4世がアンハルト所領を統一、アンハルト公国を創設した。

## 子女
1211年、テューリンゲン方伯ヘルマン1世の娘イルムガルトと結婚、11人の子を儲けた。
1. ハインリヒ2世（1215年 - 1266年） - アンハルト＝アッシャースレーベン侯
2. ユッタ（? - 1277年） - メクレンブルク＝ヴェルレ侯ニコラウス1世と結婚
3. ゾフィー（? - 1272年） - メラーン公兼ブルゴーニュ伯オットー1世と結婚
4. ベルンハルト1世（1218年 - 1287年） - アンハルト＝ベルンブルク侯
5. アルブレヒト（? - 1245年） - フランシスコ会修道士
6. ヘルマン（? - 1289年） - ハルバーシュタット律修司祭
7. マグヌス（? - 1264年） - マクデブルク律修司祭
8. オットー（? - 1246年） - マグデブルク律修司祭
9. ジークフリート1世（1230年 - 1298年） - アンハルト＝ツェルプスト侯
10. ヘートヴィヒ（? - 1259年） - レグニツァ公ボレスワフ2世と結婚
11. ゲルトルート（? - 1275年） - ゲルンローデ女子修道院長